# Hyundai i20
Hyundai i20 är en småbil som ersatte Hyundai Getz år 2008.
Modellen finns som 3- och 5-dörrars halvkombi, med bensinmotorer på 1,2, 1,4 och 1,6 liter och dieselmotorer på 1,4 och 1,6 liter.
Modellen byggs på samma bottenplata som Kia Soul och Kia Venga.
2014 kom den andra generationen av Hyundai i20.  Bilen ingår precis som till exempel Volkswagen Polo i B-segmentet. Den andra generationen var 4 centimeter längre och något bredare än sin föregångare. Hyundai i20 är framhjulsdriven och finns både med diesel- och bensinmotorer.

## Motoralternativ
| Modell   | Årsmodell | Motor                   | Cylindervolym | Effekt | Vridmoment | Bränslesystem      |
| -------- | --------- | ----------------------- | ------------- | ------ | ---------- | ------------------ |
| 1.25     | 2009-     | 4-cyl radmotor DOHC 16V | 1248 cm³      | 78 hk  | 119 Nm     | Bränsleinsprutning |
| 1.4      | 2009-     | 4-cyl radmotor DOHC 16V | 1396 cm³      | 100 hk | 137 Nm     | Bränsleinsprutning |
| 1.6      | 2009-     | 4-cyl radmotor DOHC 16V | 1591 cm³      | 126 hk | 157 Nm     | Bränsleinsprutning |
| 1.4 CRDi | 2009-     | 4-cyl radmotor DOHC 16V | 1396 cm³      | 75 hk  | 220 Nm     | Turbodiesel        |
| 1.4 CRDi | 2009-     | 4-cyl radmotor DOHC 16V | 1396 cm³      | 90 hk  | 220 Nm     | Turbodiesel        |
| 1.6 CRDi | 2009-     | 4-cyl radmotor DOHC 16V | 1582 cm³      | 115 hk | 260 Nm     | Turbodiesel        |